# J. B. Bickerstaff
John-Blair Bickerstaff (Denver, 10 de março de 1979) é um técnico norte-americano basquete profissional que atualmente é o treinador principal do Detroit Pistons da National Basketball Association (NBA).
Antes disso, ele foi o treinador principal do Memphis Grizzlies e do Cleveland Cavaliers, além de também ter sido assistente de vários outros times da NBA.

## Carreira universitária
Bickerstaff jogou suas duas primeiras temporadas universitárias no Oregon State e terminou sua carreira na Universidade de Minnesota. Em sua última temporada, ele teve médias de 10,9 pontos e 6,1 rebotes.

## Carreira de treinador

### Assistente (2004–2020)
Bickerstaff passou três temporadas (2004-2007) como assistente técnico do Charlotte Bobcats antes de passar quatro temporadas (2007-2011) como assistente técnico do Minnesota Timberwolves. Ele foi contratado como assistente técnico pelo Houston Rockets em 15 de julho de 2011. Em 18 de novembro de 2015, ele foi nomeado treinador interino dos Rockets depois que Kevin McHale foi demitido. No mesmo dia, ele fez sua estreia como técnico contra o Portland Trail Blazers com uma vitória por 108-103.
Após a temporada, Bickerstaff informou aos Rockets que havia retirado seu nome para a busca de técnico, encerrando efetivamente seu período com o Houston Rockets.
Em 8 de junho de 2016, Bickerstaff foi contratado pelo Memphis Grizzlies para ser o auxiliar do treinador principal, David Fizdale.
Em 27 de novembro de 2017, Bickerstaff foi promovido a técnico interino dos Grizzlies após a demissão de Fizdale. Em 1º de maio de 2018, ele foi anunciado como o novo treinador dos Grizzlies. Em 11 de abril de 2019, a equipe demitiu Bickerstaff depois que o time não conseguiu chegar aos playoffs.
Em 19 de maio de 2019, o Cleveland Cavaliers nomeou Bickerstaff como assistente técnico.

### Cleveland Cavaliers (2020–2024)
Em 19 de fevereiro de 2020, o técnico John Beilein renunciou ao cargo e Bickerstaff foi anunciado como o novo técnico. Em 10 de março de 2020, os Cavaliers anunciaram que haviam firmado um contrato de vários anos com Bickerstaff. Em 25 de dezembro de 2021, os Cavaliers assinaram com uma extensão de contrato de vários anos com Bickerstaff. Ele foi demitido em 23 de maio de 2024.

### Detroit Pistons (2024–Presente)
Em 3 de julho de 2024, Bickerstaff se tornou o novo treinador principal do Detroit Pistons.

## Estatísticas como treinador
| Temporada regular | Temporada regular | Temporada regular | Temporada regular | Temporada regular | Temporada regular | Temporada regular       | Playoffs | Playoffs | Playoffs | Playoffs | Playoffs                  |
| Time              | Ano               | J                 | V                 | D                 | %                 | Classificação           | J        | V        | D        | %        | Resultado final           |
| ----------------- | ----------------- | ----------------- | ----------------- | ----------------- | ----------------- | ----------------------- | -------- | -------- | -------- | -------- | ------------------------- |
| Houston           | 2015–16           | 71                | 37                | 34                | .521              | 4th na Divisão Sudoeste | 5        | 1        | 4        | .200     | Perdeu na Primeira Rodada |
| Memphis           | 2017–18           | 63                | 15                | 48                | .238              | 5th na Divisão Sudoeste | —        | —        | —        | —        | Não foi para os playoffs  |
| Memphis           | 2018–19           | 82                | 33                | 49                | .402              | 3rd na Divisão Sudoeste | —        | —        | —        | —        | Não foi para os playoffs  |
| Cleveland         | 2019–20           | 11                | 5                 | 6                 | .455              | 5th na Divisão Central  | —        | —        | —        | —        | Não foi para os playoffs  |
| Cleveland         | 2020–21           | 72                | 22                | 50                | .306              | 4th na Divisão Central  | —        | —        | —        | —        | Não foi para os playoffs  |
| Cleveland         | 2021–22           | 82                | 44                | 38                | .537              | 4th na Divisão Central  | —        | —        | —        | —        | Não foi para os playoffs  |
| Cleveland         | 2022–23           | 82                | 51                | 31                | .622              | 2nd in Central          | 5        | 1        | 4        | .200     | Perdeu na Primeira Rodada |
| Cleveland         | 2023–24           | 82                | 48                | 34                | .585              | 2nd in Central          | -        | -        | -        | –        |                           |
| Carreira          | Carreira          | 545               | 255               | 290               | .458              |                         | 10       | 2        | 8        | .200     |                           |

## Vida pessoal
Bickerstaff é filho do ex-técnico da NBA, Bernie Bickerstaff, que também está trabalhando para os Cavaliers como consultor sênior de basquete.